# Bicentenario de la Independencia de Brasil
El Bicentenario de la Independencia de Brasil se celebró el 7 de septiembre de 2022. Oficialmente, la fecha conmemorada por la independencia de Brasil es el 7 de septiembre de 1822, cuando tuvo lugar el evento conocido como "Grito do Ipiranga", a orillas del arroyo Ipiranga, en la actual ciudad de São Paulo. El 12 de octubre de 1822, el príncipe fue aclamado Pedro I, Emperador de Brasil, siendo coronado y consagrado el 1 de diciembre de 1822; y el país llegó a ser conocido como el Imperio de Brasil.
Comisiones especiales fueron creadas por el Senado Federal y la Cámara de Diputados para preparar e idealizar acciones y celebraciones relacionadas con la fecha.
Como parte de las celebraciones, el corazón de Don Pedro I, preservado en Formol, fue primero traído de Portugal para ser exhibido en el Itamaraty, en Brasilia.
Se espera que el Museo Ipiranga, el sitio histórico donde ocurrieron los hechos del 7 de septiembre de 1822, cerrado desde 2013 por trabajos de restauración, vuelva a abrir al público como parte de las celebraciones del Bicentenario.
El Presidente del Bicentenario fue Jair Bolsonaro.

## Galería

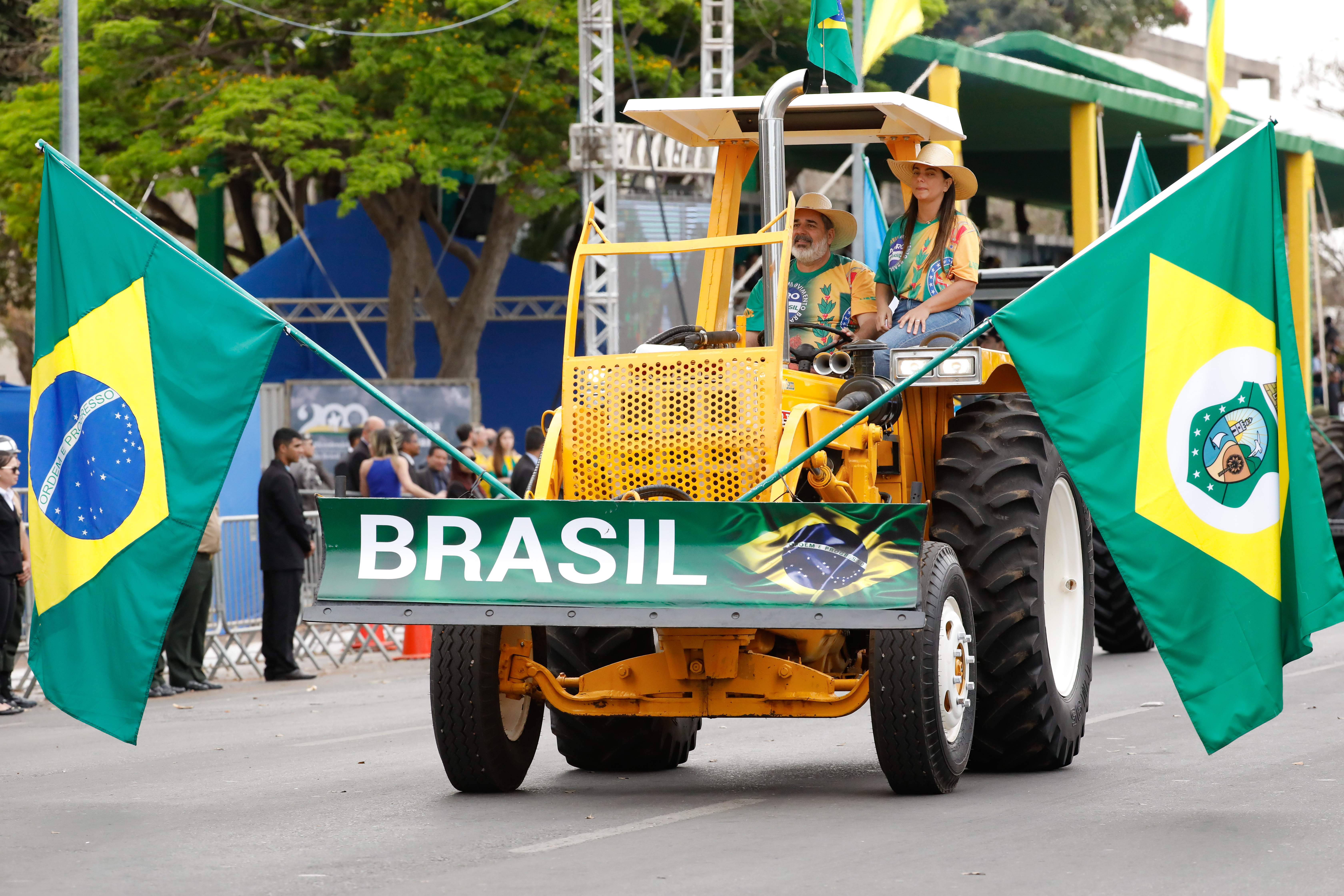
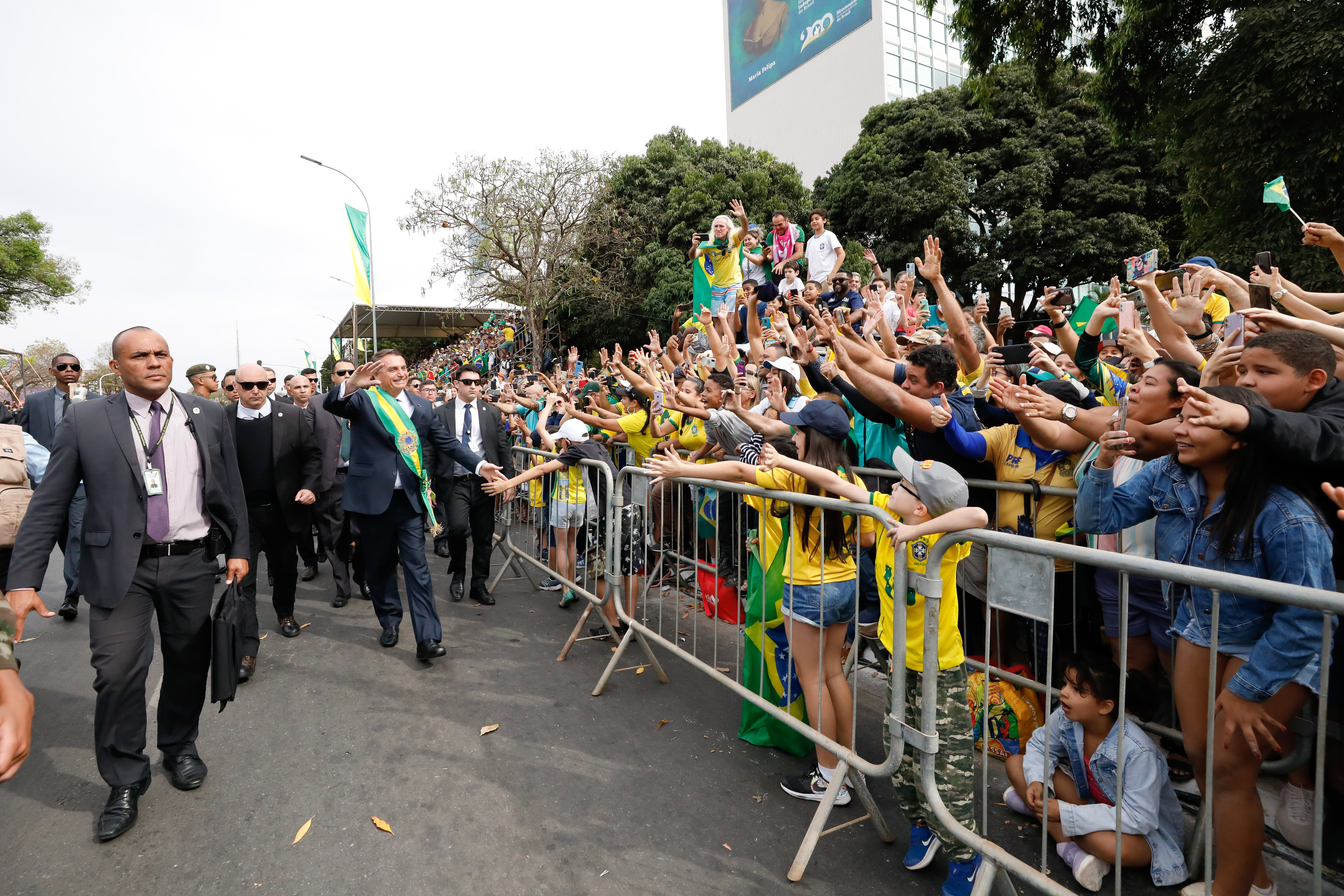
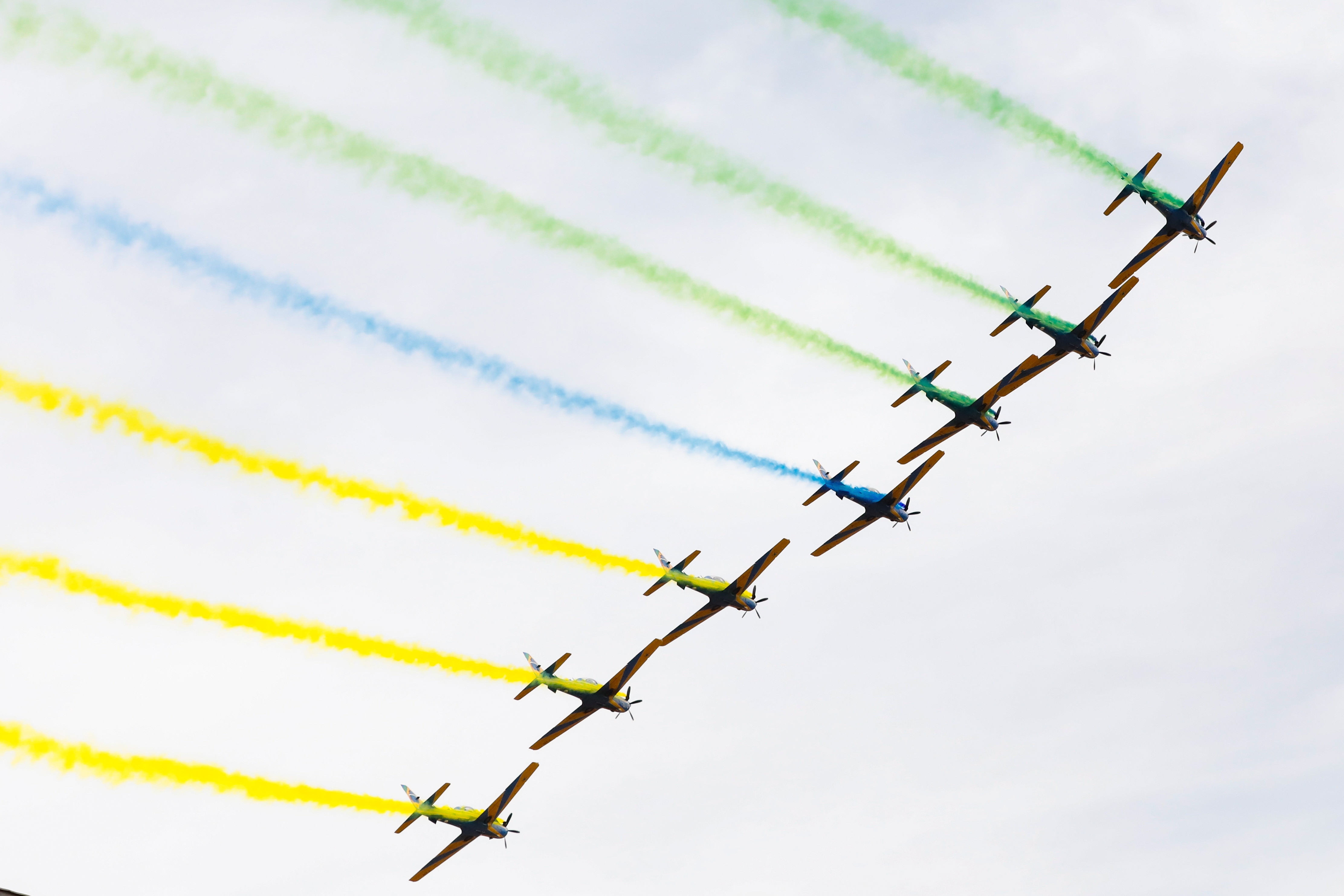
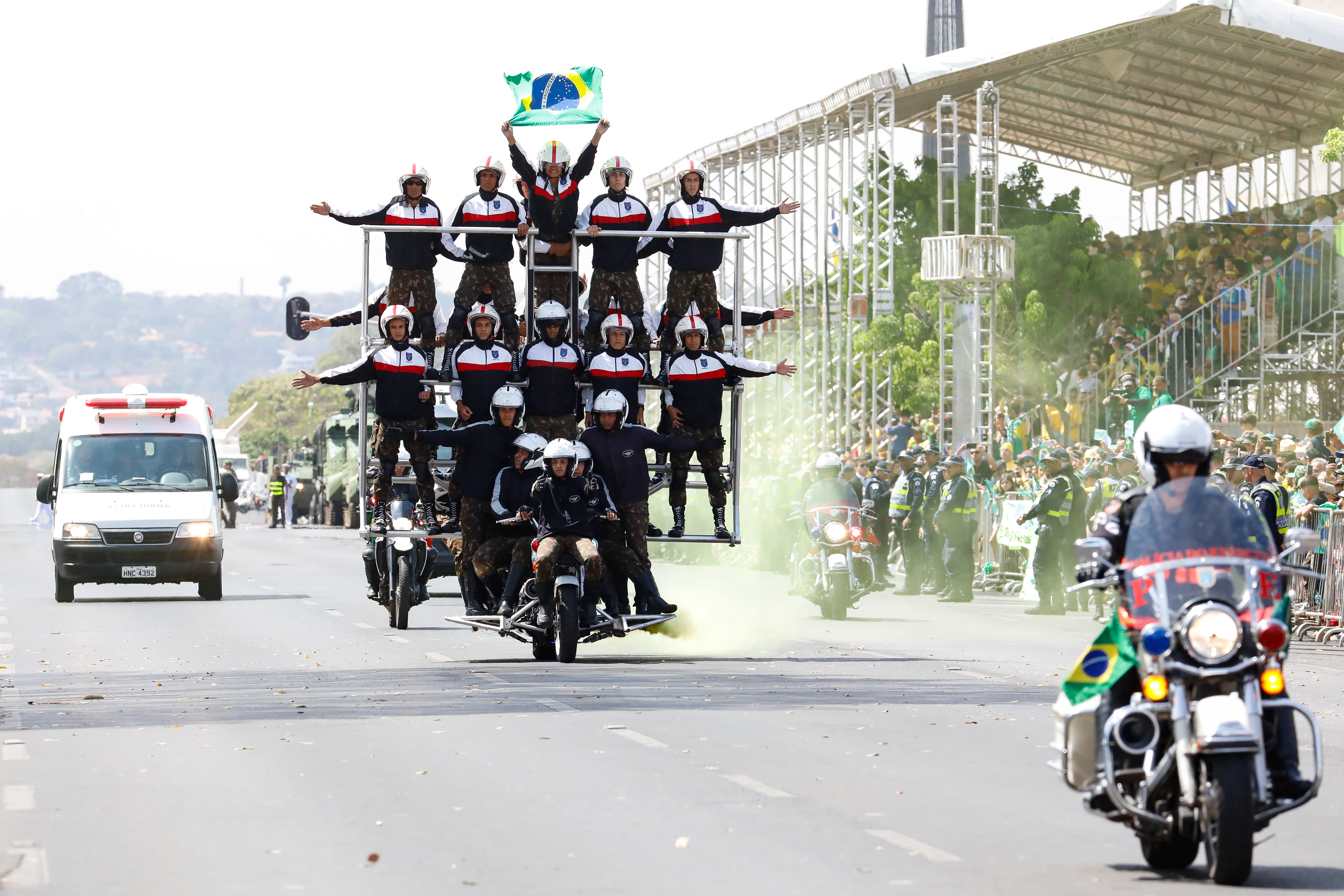
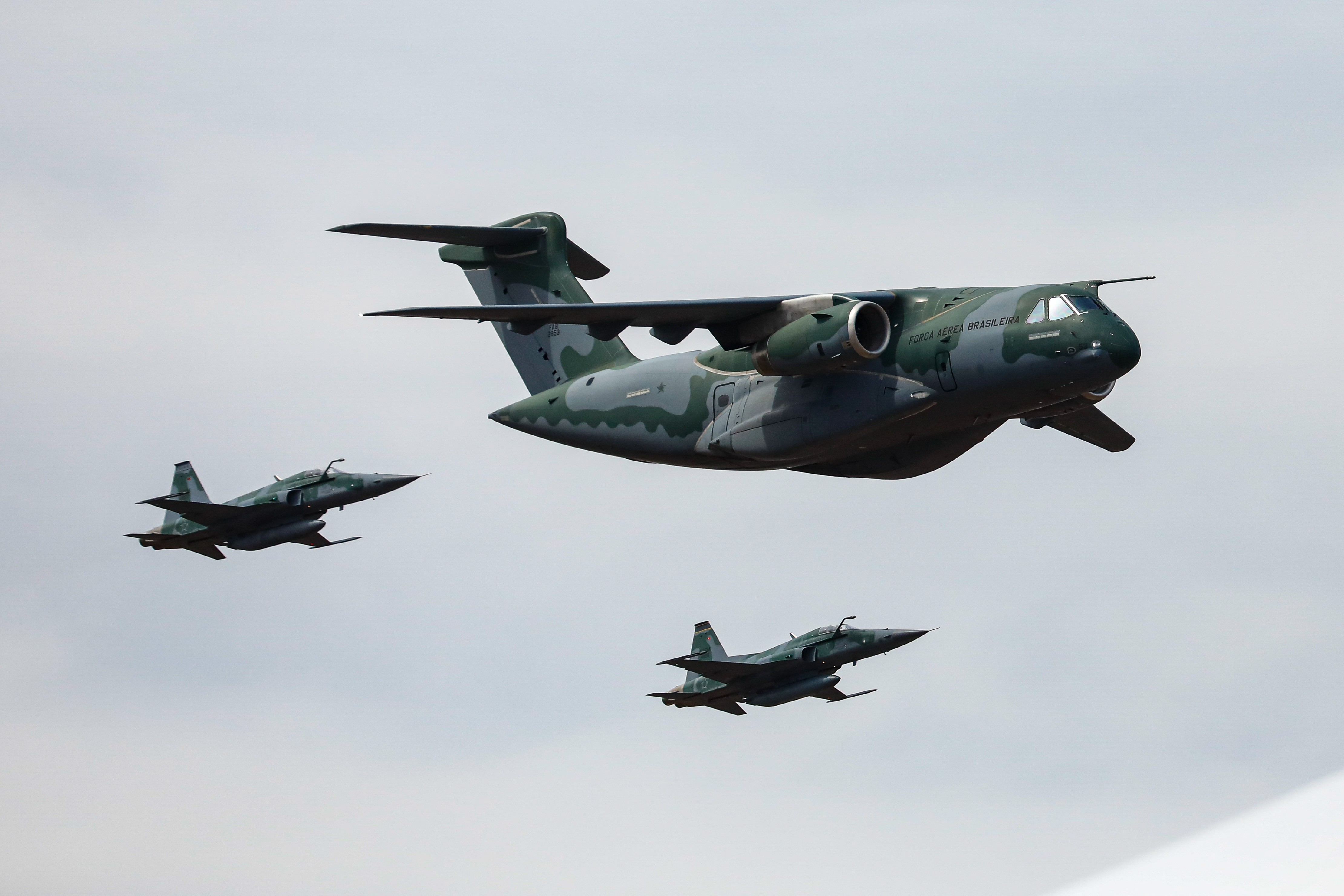
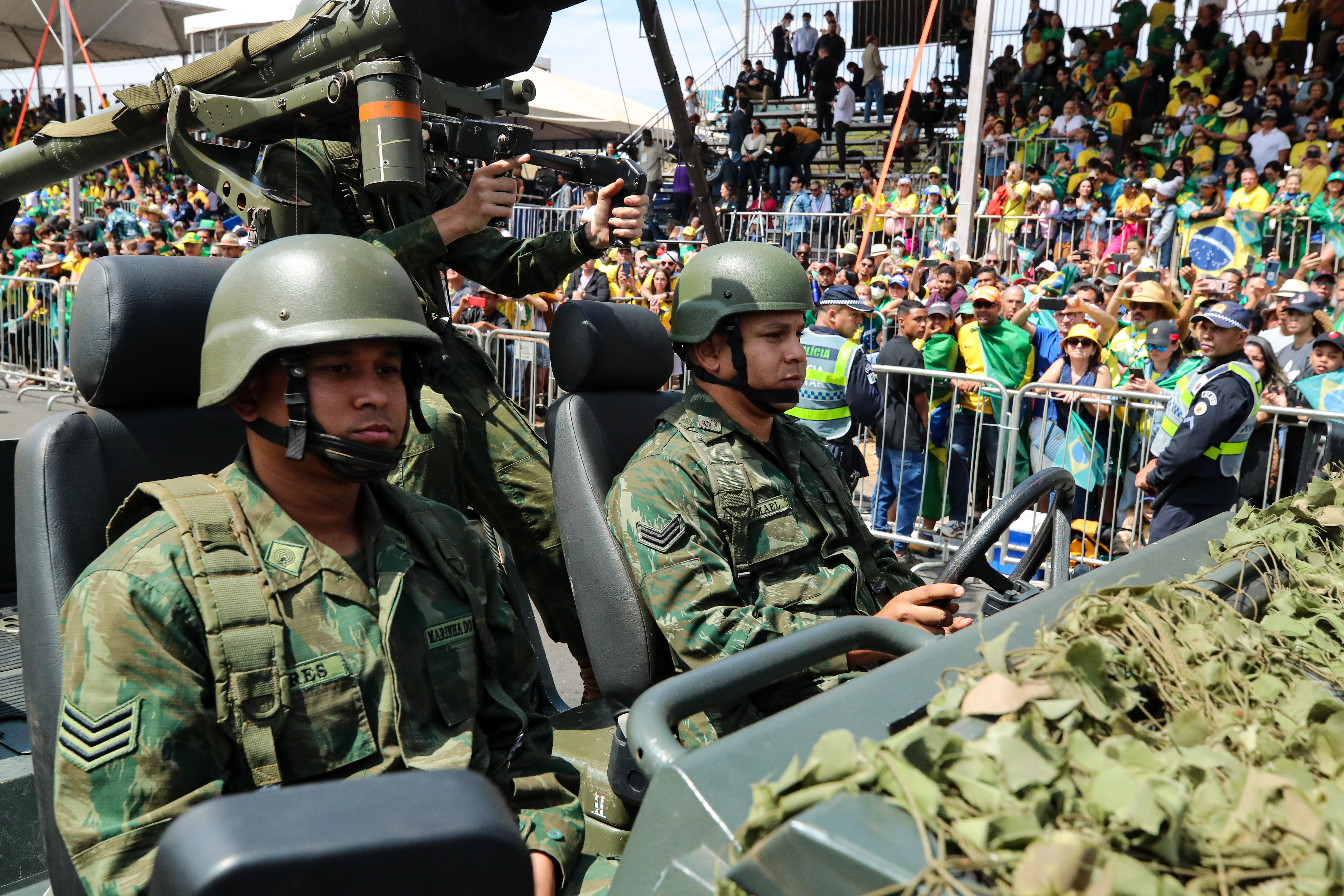
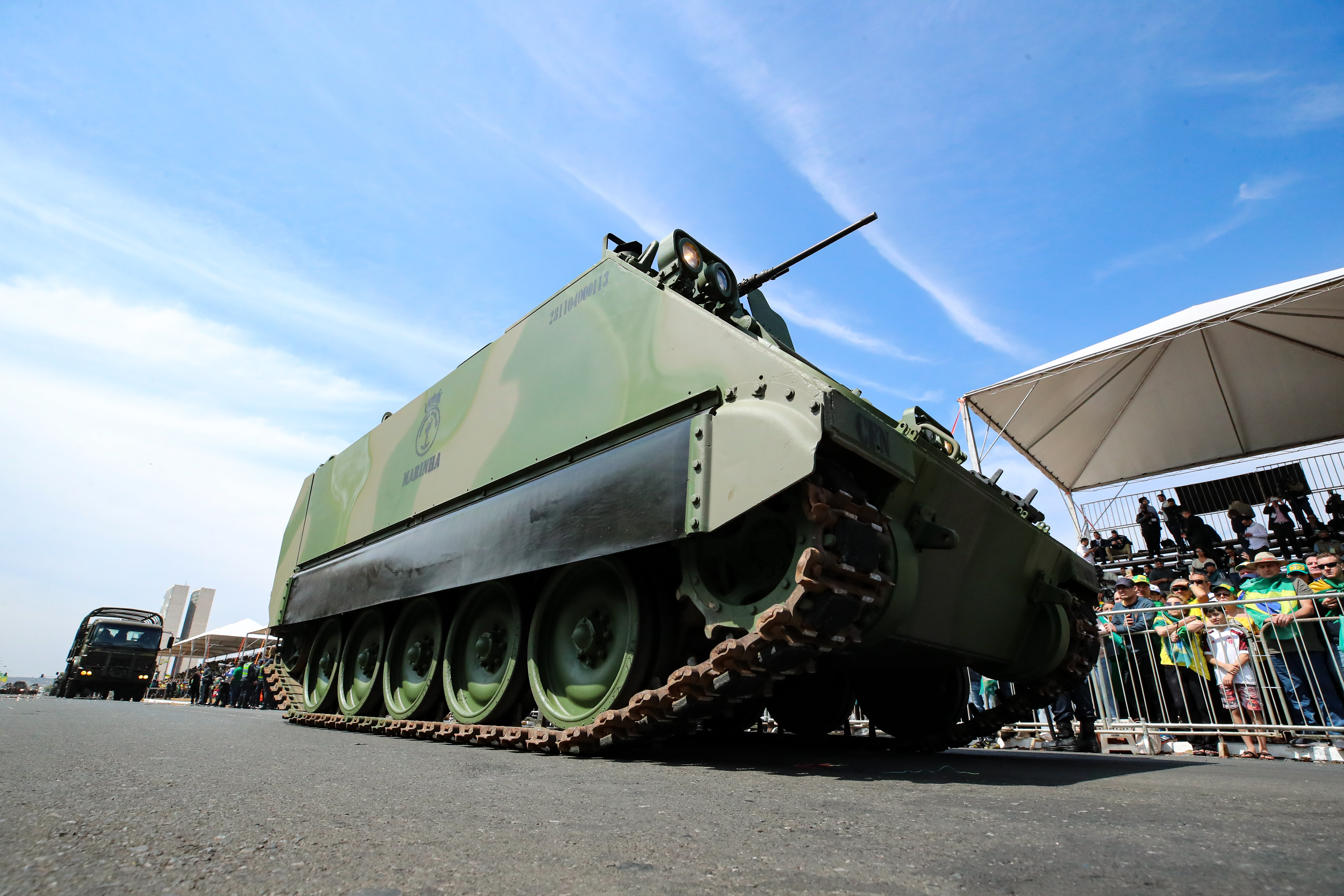
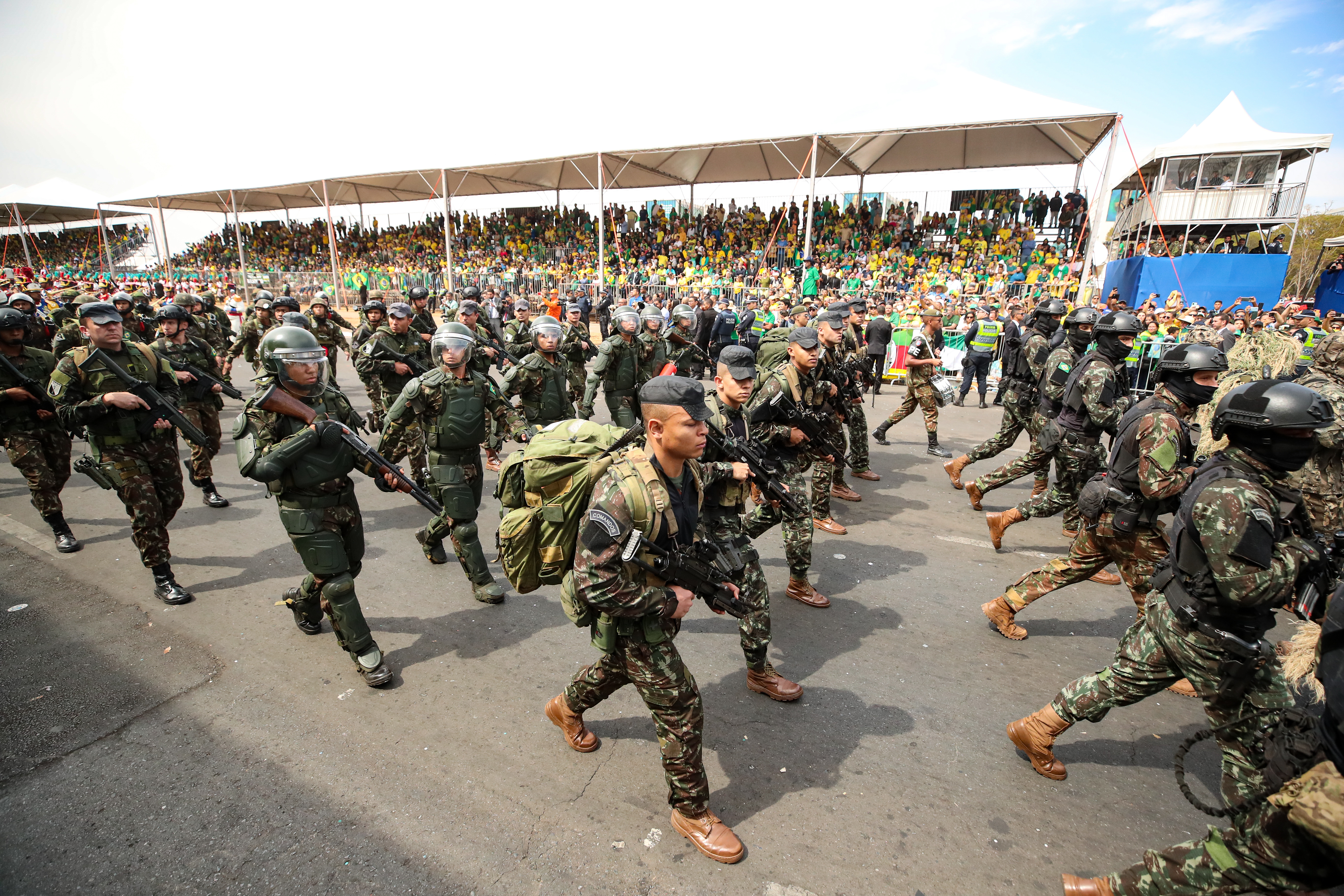
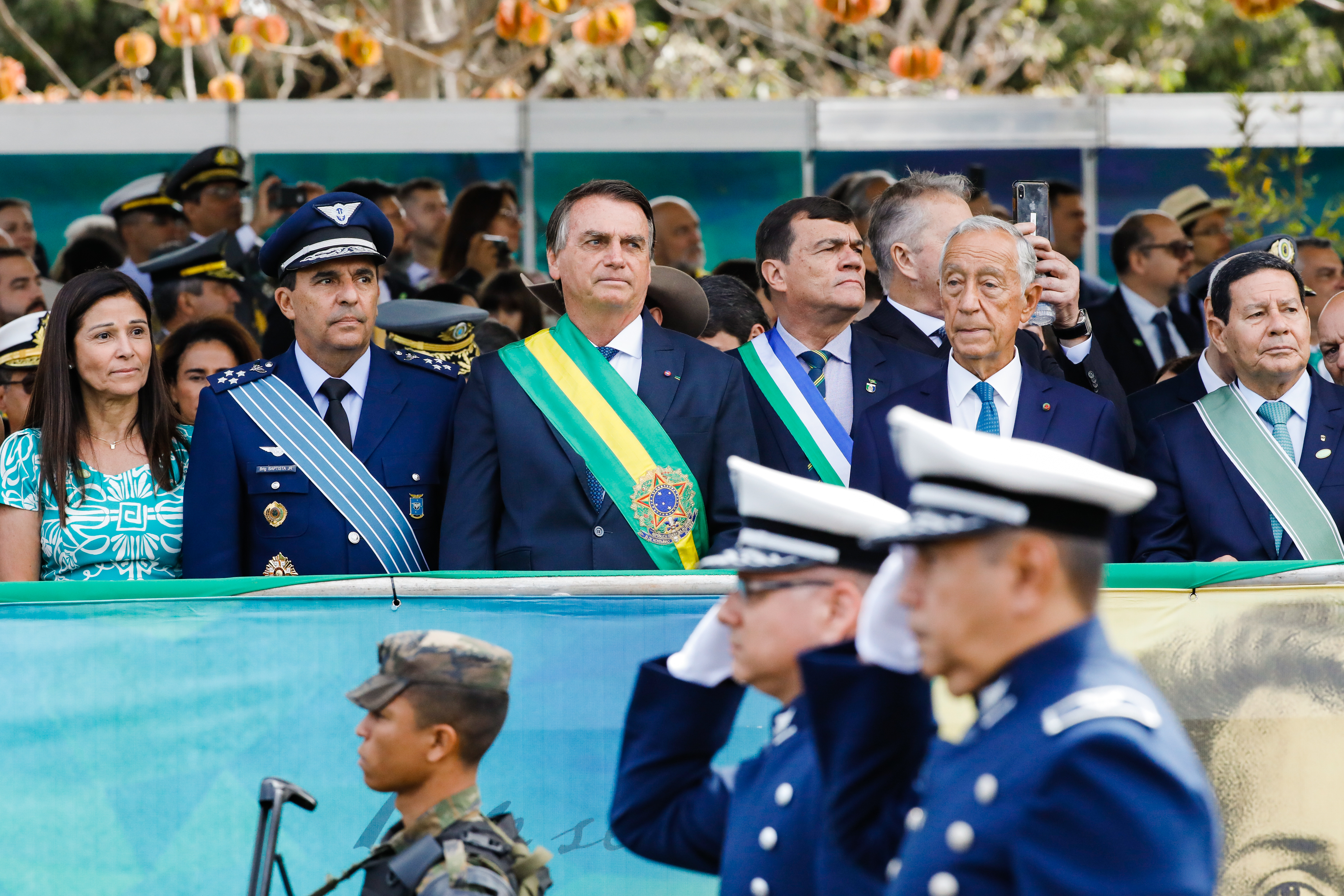

## Revista naval
La Marinha do Brasil realizó una revista naval en la bahía de Guanabara junto a Río de Janeiro con el portaaeronaves Atlântico, los buques de desembarco Almirante Saboia y Bahia, el velero Cisne Branco, las fragatas Liberal y União, los patrulleros Apa y Maracanã; y el submarino Riachuelo; el patrullero ARA Piedrabuena y la fragata-buque escuela ARA Libertad de Argentina; la fragata Almirante Williams de Chile; el destructor USS Lassen y el buque de asalto USS Mesa Verde de EE. UU; el buque de desembarco ARM Libertador de México; el buque Elephant de Namibia; el buque escuela NRP Sagres de Portugal; el patrullero HMS Forth del Reino Unido; y el patrullero Vanguardia de Uruguay. Desfiló también la Esquadrilha da Fumaça de la FAB y helicópteros de la Marinha.